# Horní Lhota (kraj zliński)
Horní Lhota – gmina w Czechach, w powiecie Zlín, w kraju zlińskim. Według danych z dnia 1 stycznia 2012 liczyła 552 mieszkańców.